# 2 Filhos de Francisco
2 Filhos de Francisco é um filme brasileiro lançado em 2005, dos gêneros drama biográfico e musical, dirigido por Breno Silveira e baseado na vida e história da dupla sertaneja Zezé Di Camargo & Luciano. O ator Ângelo Antônio interpreta seu Francisco Camargo, pai e o maior incentivador da carreira musical da dupla. O filme ainda conta com Dira Paes, Márcio Kieling, Thiago Mendonça e Paloma Duarte nos demais papéis principais. O filme recebeu dez indicações ao Grande Prêmio Brasileiro de Cinema, vencendo quatro delas: melhor ator, melhor ator coadjuvante, melhor atriz coadjuvante e melhor som.
Em 2017, ganhou uma adaptação para o teatro musical, também dirigida por Breno Silveira e protagonizada por Beto Sargentelli como Zezé Di Camargo e Bruno Fraga como Luciano.

## Sinopse
Francisco Camargo é um lavrador de Pirenópolis, no interior de Goiás, que tem um sonho aparentemente impossível: transformar dois de seus nove filhos em uma dupla sertaneja. Ele inicialmente deposita sua esperança no mais velho, Mirosmar, e resolve lhe dar um acordeão quando o menino completa onze anos. Mirosmar e seu irmão Emival, que toca violão, fazem sucesso nas festas da vila onde moram (Capela do Rio do Peixe, distrito de Pirenópolis), mas devido à perda da propriedade onde moravam nos anos 70, toda a família é obrigada a se mudar para Goiânia no bairro Parque Atheneu.
Mirosmar e Emival começam então a tocar na rodoviária local, na intenção de conseguir algum dinheiro para ajudar em casa. Lá eles conhecem Miranda, empresário de duplas caipiras, que viaja com eles por mais de quatro meses. Os irmãos novamente fazem sucesso e chegam até mesmo a cantar para seis mil pessoas em um espetáculo no interior do país em Imperatriz, no Maranhão, mas um acidente automobilístico encerra prematuramente a carreira da dupla, com o falecimento de Emival.
Após quase desistir da carreira artística, Mirosmar decide voltar a cantar, agora usando o nome artístico de Zezé di Camargo. Ele grava um disco solo, mas não obtém sucesso. Já casado e com duas filhas pequenas, Zezé tem dificuldades em sustentar a família e o máximo que consegue é que outras duplas cantem composições suas. É quando ele encontra em seu irmão Welson, que passa a usar o nome artístico de Luciano, o parceiro ideal para levar adiante a carreira musical e alcançar o sucesso no mundo da música.

## Elenco

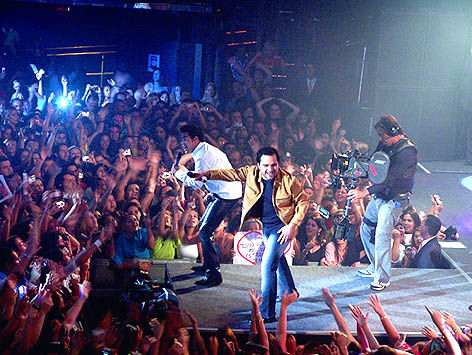
Bastidores da filmagem do show no Olympia, que aparece na parte final de 2 filhos de Francisco (foto: Savaman/flickr)

Abaixo a lista com o elenco principal.
- Márcio Kieling como Mirosmar José de Camargo/Zezé Di Camargo
  - Dáblio Moreira como Zezé Di Camargo (criança)
- Thiago Mendonça como Welson David de Camargo/Luciano Camargo
  - Wigor Lima como Luciano Camargo (criança)
- Ângelo Antônio como Francisco Camargo
- Dira Paes como Helena Siqueira de Camargo
- Marcos Henrique como Emival Camargo
- Lima Duarte como Benedito Siqueira
- Paloma Duarte como Zilú Godói
- José Dumont como Miranda
- Maria Flor como Solange
- Natália Lage como Cleide
- Jackson Antunes como Zé do Fole
- Pedro Leonardo como Leonardo
- Thiago Costa como Leandro
- Bárbara Freitas como Wanessa Camargo (criança)
- Geovana Lopes como Camila Camargo (criança)

## Produção

### Desenvolvimento
O filme foi produzido pelos estúdios Globo Filmes, Conspiração Filmes, ZCL Produções e Columbia TriStar do Brasil. O roteiro foi escrito por Patrícia Andrade e Carolina Kotscho, a trilha sonora de Zezé di Camargo, a fotografia de André Horta, a direção de arte de Kiti Duarte, os figurinos de Cláudia Kopke e a edição de Vicente Kubrusly. Foi recorde de bilheteria do cinema brasileiro.

### Música
A trilha sonora do filme 2 Filhos de Francisco também foi lançado em 2005, mas também teve a presença de Zezé Di Camargo & Luciano, e das participações especiais de Antônio Marcos (já falecido), Maria Bethânia, Caetano Veloso, Wanessa Camargo, Nando Reis, Chitãozinho & Xororó e Ney Matogrosso. A trilha sonora foi lançada em CD.

## Recepção

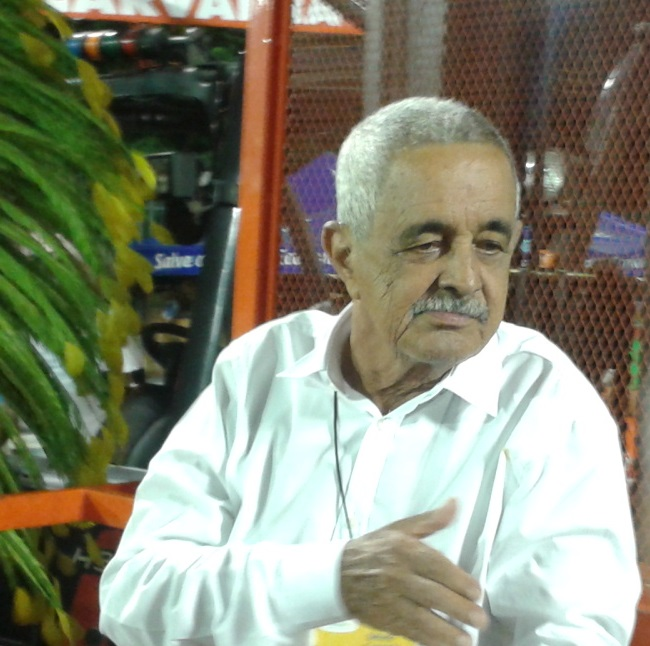
Francisco Camargo, pai de Zezé di Camargo & Luciano, que foi a inspiração para o título do filme

### Crítica
O critico do site CinePOP relatou: "Dois filhos de Francisco' é um conto magistral, bem dirigido, roteirizado e com um elenco estelar. Um filme nacional que mostra a vida de muitos brasileiros"; ele também escreveu que "Filmes nacionais sempre foram um problema em questão de público. Com o sucesso de Cidade de Deus e Carandiru, este paradigma se quebrou, e os filmes produzidos no próprio país começaram a se tornar sucesso de público novamente, assim como de crítica". O filme foi indicado a onze categorias no Grande Prêmio do Cinema Brasileiro, incluindo melhor filme, e venceu quatro delas: melhor ator (Ângelo Antônio), melhor ator coadjuvante (José Dumont), melhor atriz coadjuvante (Paloma Duarte) e melhor som.

### Bilheteria
Dois Filhos de Francisco obteve um lucro total de R$ 34.107.688 nos cinemas brasileiros. Nos três primeiros dias em cartaz o filme atraiu 270 mil espectadores para os cinemas.  A produção alcançou no fim de semana de 22 e 23 de outubro de 2005 a marca de 4.793.434 espectadores.

### Prêmios e indicações
| Ano  | Prêmio                             | Categoria                | Indicado                            | Resultado |
| ---- | ---------------------------------- | ------------------------ | ----------------------------------- | --------- |
| 2006 | Grande Prêmio Brasileiro de Cinema | Melhor Filme             | Breno Silveira                      | Indicado  |
| 2006 | Grande Prêmio Brasileiro de Cinema | Melhor Ator              | Ângelo Antônio                      | Venceu    |
| 2006 | Grande Prêmio Brasileiro de Cinema | Melhor Atriz             | Dira Paes                           | Indicado  |
| 2006 | Grande Prêmio Brasileiro de Cinema | Melhor Ator Coadjuvante  | José Dumont                         | Venceu    |
| 2006 | Grande Prêmio Brasileiro de Cinema | Melhor Ator Coadjuvante  | Dáblio Moreira                      | Indicado  |
| 2006 | Grande Prêmio Brasileiro de Cinema | Melhor Atriz Coadjuvante | Paloma Duarte                       | Venceu    |
| 2006 | Grande Prêmio Brasileiro de Cinema | Melhor Roteiro Original  | Patrícia Andrade e Carolina Kotscho | Indicado  |
| 2006 | Grande Prêmio Brasileiro de Cinema | Melhor Fotografia        | André Horta                         | Indicado  |
| 2006 | Grande Prêmio Brasileiro de Cinema | Melhor Montagem          | Kiti Duarte                         | Indicado  |
| 2006 | Grande Prêmio Brasileiro de Cinema | Melhor Trilha Sonora     | Caetano Veloso e Zezé di Camargo    | Indicado  |
| 2006 | Grande Prêmio Brasileiro de Cinema | Melhor Som               | Caetano Veloso e Zezé di Camargo    | Venceu    |